# شاه‌مار کوهی کالیفرنیا
شاه‌مار کوه کالیفرنیا (نام علمی: Lampropeltis zonata) نام یک گونه از سرده شه‌مار است.